# Deadgirl
Deadgirl es una película de terror del 2008. Protagonizada por Shiloh Fernandez, Noah Segan, Michael Bowen y Candice Accola.

## Dirección & Guion
- Raul Villaruel (director).
- Gadi Harel (codirector).
- Trent Haaga (guionista).

## Argumento
Rickie y J.T. son dos estudiantes de último año de instituto que se fijan en las chicas que desearían tener, especialmente en Joann, el objeto del afecto de Rickie, a quien conoce desde que era un niño. Un día, deciden faltar a clase y acaban en un hospital psiquiátrico abandonado. Descubren a una mujer muda y desnuda en el sótano, encadenada a una mesa. Mientras J.T. está interesado en violarla, Rickie se niega y, tras fracasar en su intento de disuadir a J.T., se marcha pero, seguro de que su historia no será creída, no le cuenta a nadie lo de la mujer. Al día siguiente, los dos regresan al sótano donde J.T. revela que la mujer no está muerta, lo que descubrió tras intentar matarla tres veces.
Cuando Rickie descubre que J.T. también invitó a su amigo Wheeler a violar a la mujer, apodada "Deadgirl" (Chica Muerta), decide que es hora de liberarla. Es capaz de cortar la cadena de una mano antes de oír que J.T. y Wheeler se acercan. Se esconde y J.T. comienza a violarla. Cuando se da cuenta de que su mano está libre, la mujer le ataca y le araña la cara.
Rickie invita a Joann a una cita, sabiendo que tiene novio. Ella lo rechaza, y el novio de Joann, Johnny, y el amigo de Johnny, Dwyer, golpean a Rickie y a Wheeler. Wheeler replica que "ahora tienen su propio coño" y Johnny los mete en su maletero, y conduce hasta el manicomio con Dwyer para ver a Deadgirl. Rickie convence a Johnny para que obligue a Deadgirl a practicarle sexo oral, y Deadgirl muerde el pene de Johnny, infectándolo. Al día siguiente, Johnny corre al baño durante la clase y sus intestinos se desprenden de su cuerpo, dejándolo en el mismo estado no muerto que Deadgirl.
Habiendo averiguado que se trata de una enfermedad infecciosa de putrefacción, J.T. y Wheeler deciden que es hora de hacer una nueva Deadgirl con un cuerpo fresco. Para ello, acechan a una víctima femenina en el exterior de una gasolinera. Tras un secuestro infructuoso, Joann se enfrenta a ellos por Johnny y la capturan. Rickie se dirige al sótano con un machete para liberar a Deadgirl y encuentra a Joann y a Deadgirl atadas la una a la otra, rodeadas por J.T. y Wheeler. J.T. intenta convencer a Rickie de que deje que Joann sea mordida mientras Wheeler comienza a manosearla. Rickie la defiende cortando la mano de Wheeler mientras Joann desata a Deadgirl, que se da un festín con Wheeler y J.T.
Rickie y Joann huyen pero no pueden escapar a través de la entrada cerrada. Rickie sale corriendo para encontrar una ruta de escape, y cuando regresa, Joann ya no está. Regresa al sótano, donde Deadgirl lo derriba, rompe la puerta y escapa al exterior. Rickie encuentra a Joann y ve que J.T. la ha apuñalado por la espalda. J.T. insta a Rickie a que le deje morderla para que viva sin morir. Rickie le asegura a Joann que la ama y la salvará. Ella tose sangre en su cara y le rechaza de nuevo, diciéndole que "madure", y luego le pide ayuda.
Más tarde, vemos a un Rickie limpiamente vestido viviendo una vida normal. Vuelve al sótano del manicomio, donde, atada en la cama con una lencería limpia y una iluminación romántica, está su Deadgirl, Joann.

## Reparto
- Shiloh Fernandez como Rickie.
- Noah Segan como J.T.
- Michael Bowen como Clint.
- Candice Accola como JoAnn.
- Andrew DiPalma como Johnny.
- Eric Podnar como Wheeler.
- Nolan Gerard Funk como Dwyer.
- Christina Blevins como Amanda.
- Jenny Spain como Deadgirl.
- Kelle Cantwell como Britt.
- Shushig DerStepanian como Elizabeth.
- David Alan Graf como Mr. Harrison.
- Dustin Hess como Walter.
- Susan Marie Keller como Nikki.
- Christina Masterson como Rosie.
- Casey Morgan como Riley.
- Timothy Muskatell como Wes.
- Dawson Van Pelt como Kurt Lars.
- Luke Van Pelt como Chris Lars.
- Jessica Lynn Wilson como Estudiante.
- Crystal Young como Kris- Student.

## Más detalles
- Duración: 101 minutos (Festival Internacional de Cine de Toronto, Canadá)
- País: EUA
- Idioma: Inglés
- Color: Color
- Relación de Aspecto: 2,35 : 1 más
- Sonido: Dolby Digital
- Clasificación: UK:18 | USA:R
- Lugares de rodaje: Santa María, EUA
- Compañía: Hollywoodmade.